# Kanojo to Watashi no Jijō
Singles de Nanase Aikawa
Bad Girls
(1997) Nostalgia
(1998)
Kanojo to Watashi no Jijō est le 9e single de Nanase Aikawa, sorti sous le label Avex Trax le 4 février 1998 au Japon. Il atteint la 6e place du classement de l'Oricon et reste classé pendant 10 semaines pour un total de 235 000 exemplaires vendus. La chanson titre a été utilisée comme thème musical pour le drama Taiyo ga Ippai. Kanojo to Watashi no Jijō se trouve sur l'album Crimson et les compilations ID et Rock or Die.

## Liste des titres
| 1. | Kanojo to Watashi no Jijō (彼女と私の事情)                    |  |
| 2. | ~Forever~                                                     |  |
| 3. | Kanojo to Watashi no Jijō (Original Karaoke) (彼女と私の事情) |  |